# کریتی کارباندا
کریتی کاربندا (متولد ۲۹ اکتبر ۱۹۹۰) بازیگر فیلم هندی است که در فیلم‌هایی به زبان‌های هندی، کانارا، تلوگو و تامیلی بازی می‌کند. وی پس از آغاز به کار در زمینهٔ مدلینگ، اولین نقش‌آفرینی خود را در فیلم بونی در سال ۲۰۰۹ انجام داد.
در سالهای ۲۰۱۳ و ۲۰۱۵ وی از سوی مجله تایمز بانگالور بعنوان موردپسندترین زن سال انتخاب شد.

## فیلم‌شناسی
| سال  | فیلم                       | نقش          | بازیگر مقابل         | زبان   | توضیحات                                                                                     |
| ---- | -------------------------- | ------------ | -------------------- | ------ | ------------------------------------------------------------------------------------------- |
| ۲۰۰۹ | دوشیزه                     | پراگاثی      | سومانث               | تلوگو  | اولین فیلم تلوگویی                                                                          |
| ۲۰۱۰ | چیرو                       | مادهو        | شیرانجیوی سرجا       | کانارا | اولین فیلم کانارایی                                                                         |
| ۲۰۱۱ | اینطوری شروع شد            | سیمران       | نانی                 | تلوگو  | حضور کوتاه                                                                                  |
| ۲۰۱۱ | تین مار                    | وَسوماثی      | پاوان کالیان         | تلوگو  |                                                                                             |
| ۲۰۱۲ | آثای نوکایا                | آنورادا      | Manoj Manchu         | تلوگو  |                                                                                             |
| ۲۰۱۲ | پرم آدا                    | گیریجا       | پرم                  | کانارا |                                                                                             |
| ۲۰۱۳ | گالاته                     | آنیتکا       | Prajwal Devraj       | کانارا |                                                                                             |
| ۲۰۱۳ | اونگول گیثا                | ساندیا       | Ram Pothineni        | تلوگو  |                                                                                             |
| ۲۰۱۳ | اوم سه بعدی                | آنجالی       | Nandumuri Kalyan Ram | تلوگو  |                                                                                             |
| ۲۰۱۳ | گوگلی                      | سواتی        | یاش                  | کانارا | Nominated—SIIMA Award for Best Actress—Kannada                                              |
| ۲۰۱۴ | تیروپاتی اکسپرس            | پرارثانا     | Sumanth Shailendar   | کانارا |                                                                                             |
| ۲۰۱۴ | سوپر رنگا                  | سوآثی        | Upendra              | کانارا | SIIMA Award for Best Actress (Critics) Nominated—Filmfare Award for Best Actress – Kannada– |
| ۲۰۱۴ | بلی                        | اسنیها       | Shivarajkumar        | کانارا |                                                                                             |
| ۲۰۱۵ | میشانگی نی بارالئ          | پریانکا      | Diganth              | کانارا |                                                                                             |
| ۲۰۱۵ | بروس لی: جنگنده            | کاویا        | Raam Charan          | تلوگو  |                                                                                             |
| ۲۰۱۶ | راز: شروع دوباره           | شاینا        | عمران هاشمی          | هندی   | اولین فیلم هندی                                                                             |
| ۲۰۱۷ | بروس لی                    | شاروجا دوی   | جی.وی. پراکاش کومار  | تایملی | اولین فیلم تایملی                                                                           |
| ۲۰۱۷ | مستی گودی                  | رآنی         | دنیا ویجای           | کانارا |                                                                                             |
| ۲۰۱۷ | مهمان لندن                 | آنانیا       | کارتیک آریان         | هندی   |                                                                                             |
| ۲۰۱۷ | عروسیم حتماً بیایی          | آرتی         | راجکومار رائو        | هندی   |                                                                                             |
| ۲۰۱۸ | عروسی ویری کی              | گیت          | پولکیت سامرات        | هندی   |                                                                                             |
| ۲۰۱۸ | دالاپثی                    | وایدهای      | پریم کومار           | کانارا |                                                                                             |
| ۲۰۱۸ | کاروان                     | دولکور سلمان | عرفان خان            | هندی   |                                                                                             |
| ۲۰۱۸ | دیوانه روانی عاشق ۳ فیر سه | سانی دئول    | بابی دئول            | هندی   |                                                                                             |
| ۲۰۱۸ | رعنا                       | یاش          | کانارا               |        |                                                                                             |
| ۲۰۱۹ | عملیات کوکری               |              | شاهرخ خان            | هندی   |                                                                                             |
| ۲۰۱۹ | خانه شلوغ ۴                |              |                      | هندی   |                                                                                             |
| ۲۰۱۹ | دیوونه بازی                |              |                      | هندی   |                                                                                             |